# Microeledone mangoldi
Microeledone mangoldi is een inktvissensoort uit de familie van de Megaleledonidae. De wetenschappelijke naam van de soort werd voor het eerst geldig gepubliceerd in 2004 door Norman, Hochberg & Boucher-Rodoni.